# Charles William Jefferys
Charles William Jefferys (Rochester, 25 août 1869 —  Toronto, 8 octobre 1951) est un peintre, illustrateur, auteur et enseignant canadien, surtout connu pour ses représentations historiques.

## Biographie
Né à Rochester, au Royaume-Uni, Jefferys emménage avec sa famille à Philadelphie, en Pennsylvanie, ensuite à Hamilton, en Ontario puis, vers 1880, à Toronto. Après ses études, il devient apprenti à la Toronto Lithography Company de 1885 à 1890. Il travaille en tant qu’illustrateur au Toronto Globe de 1889 à 1892. De 1893 à 1901, il travaille au New York Herald. De retour à Toronto, il illustre des revues et des livres. Avec Ivor Lewis et d’autres artistes, il fonde le Graphic Arts Club, plus tard renommé la Canadian Society of Graphic Art, qui devient dans les années 1940 le principal groupe d’artistes au pays. De plus, il enseigne la peinture et le dessin de 1912 à 1939 dans la faculté d’architecture de l’Université de Toronto.
Durant la Première Guerre mondiale, Jefferys est engagé pour peindre l’entraînement des soldats au Camp Petawawa et au Camp Niagara.
Jefferys s’intéressait beaucoup à l’histoire et sa réputation repose principalement sur sa représentation précise et méticuleuse de la vie au début de la vie canadienne. La collection la plus connue de ses esquisses historiques est The Picture Gallery of Canadian History.
Il a été nommé membre de l'Académie royale des arts du Canada.

Une plaque en son honneur le cite : 

« Si mon travail a suscité un intérêt pour notre pays et son passé, je suis plus que payé. »

La collection artistique du Collège militaire royal du Canada comprend des œuvres de Charles William Jefferys.
Une école publique de Toronto, le C. W. Jefferys Collegiate Institute, est nommée en son honneur.

## Galerie d'illustrations par C.W. Jefferys

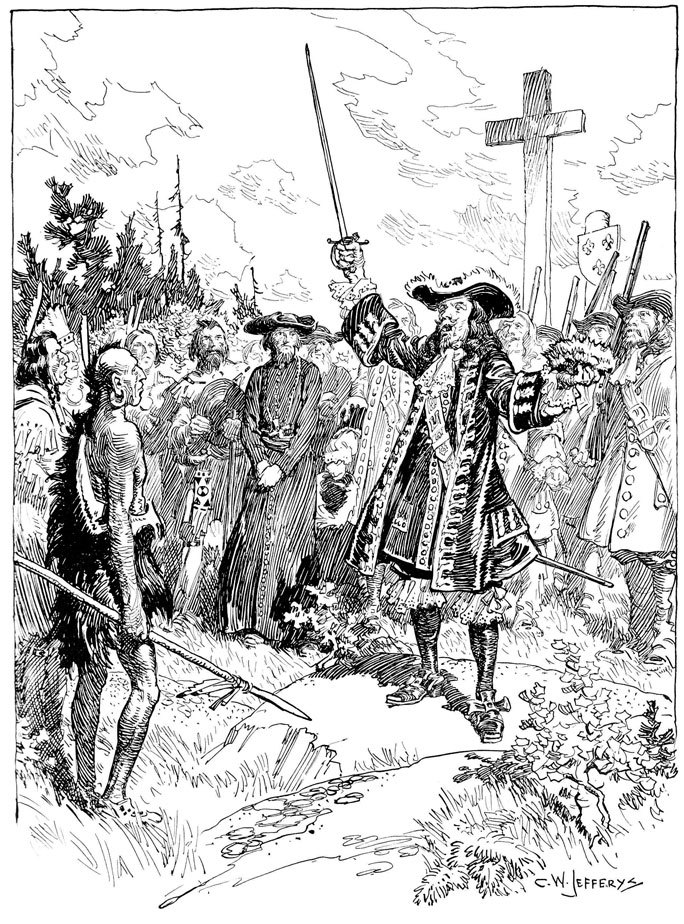
Simon François Daumont de Saint-Lusson prenant possession de la région des Grands Lacs au nom du Roi Louis XIV de France, lors d'une cérémonie tenue à Sault Ste. Marie le 14 juin 1671, dessin de 1895.
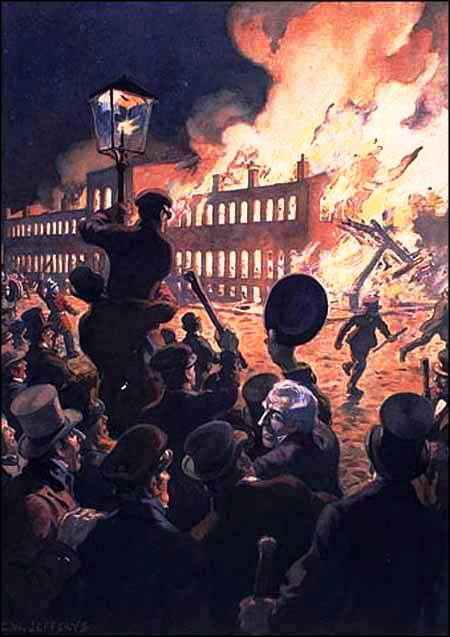
L'incendie des édifices du Parlement, à Montréal, en 1849 (Québec), tableau.
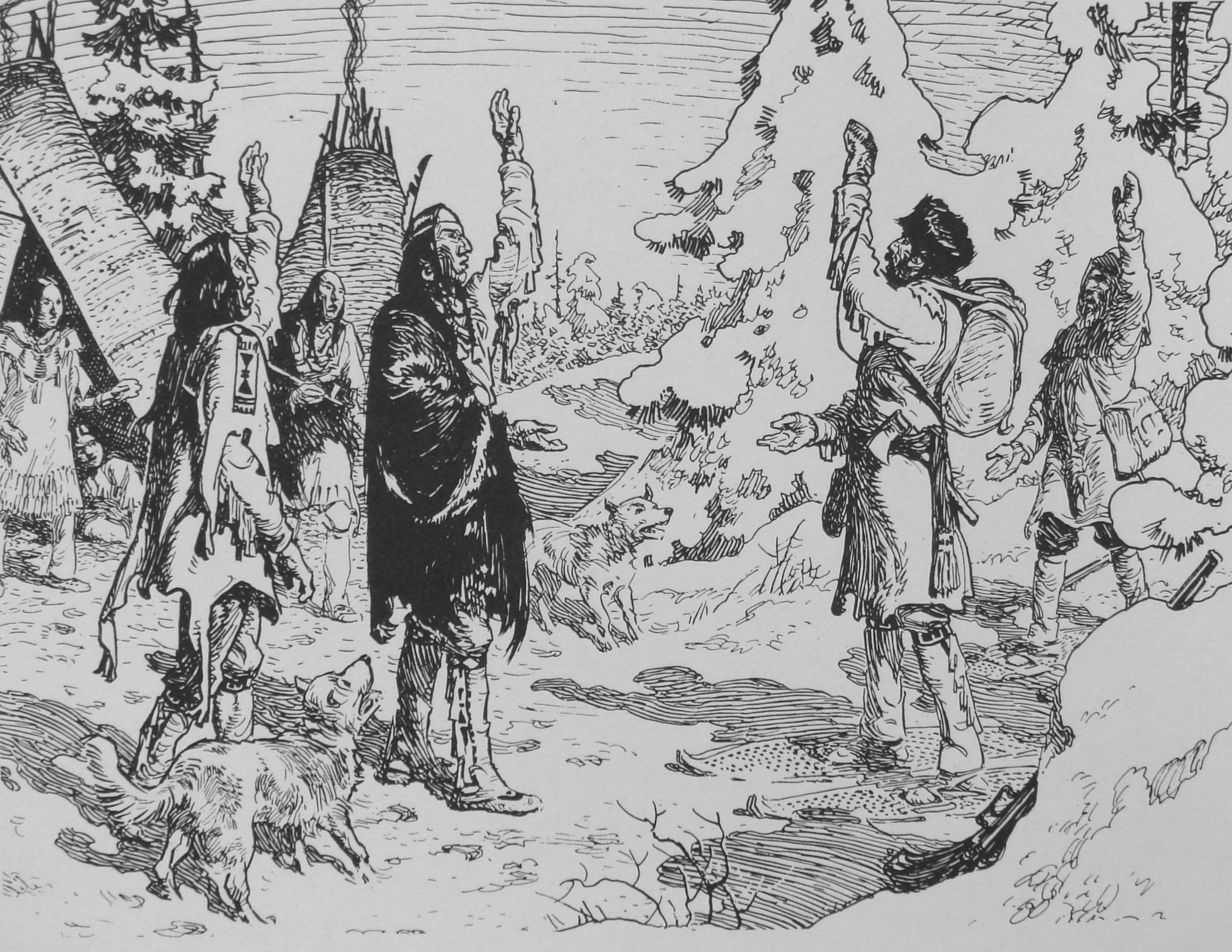
Arrivée de Pierre-Esprit Radisson dans un camp amérindien en 1660, dessin.
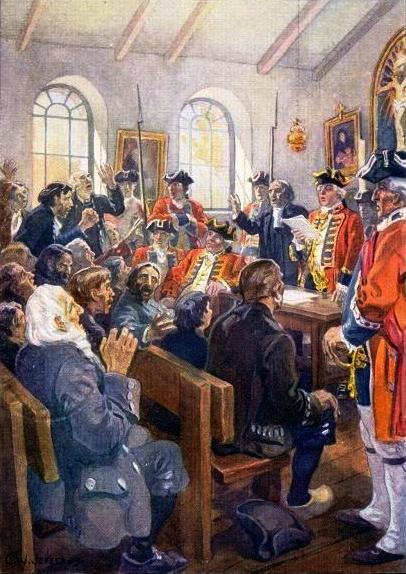
Lecture de l’ordre de déportation des Acadiens, le 28 juillet 1755 par le colonel John Winslow dans l’église de Grand-Pré, tableau.
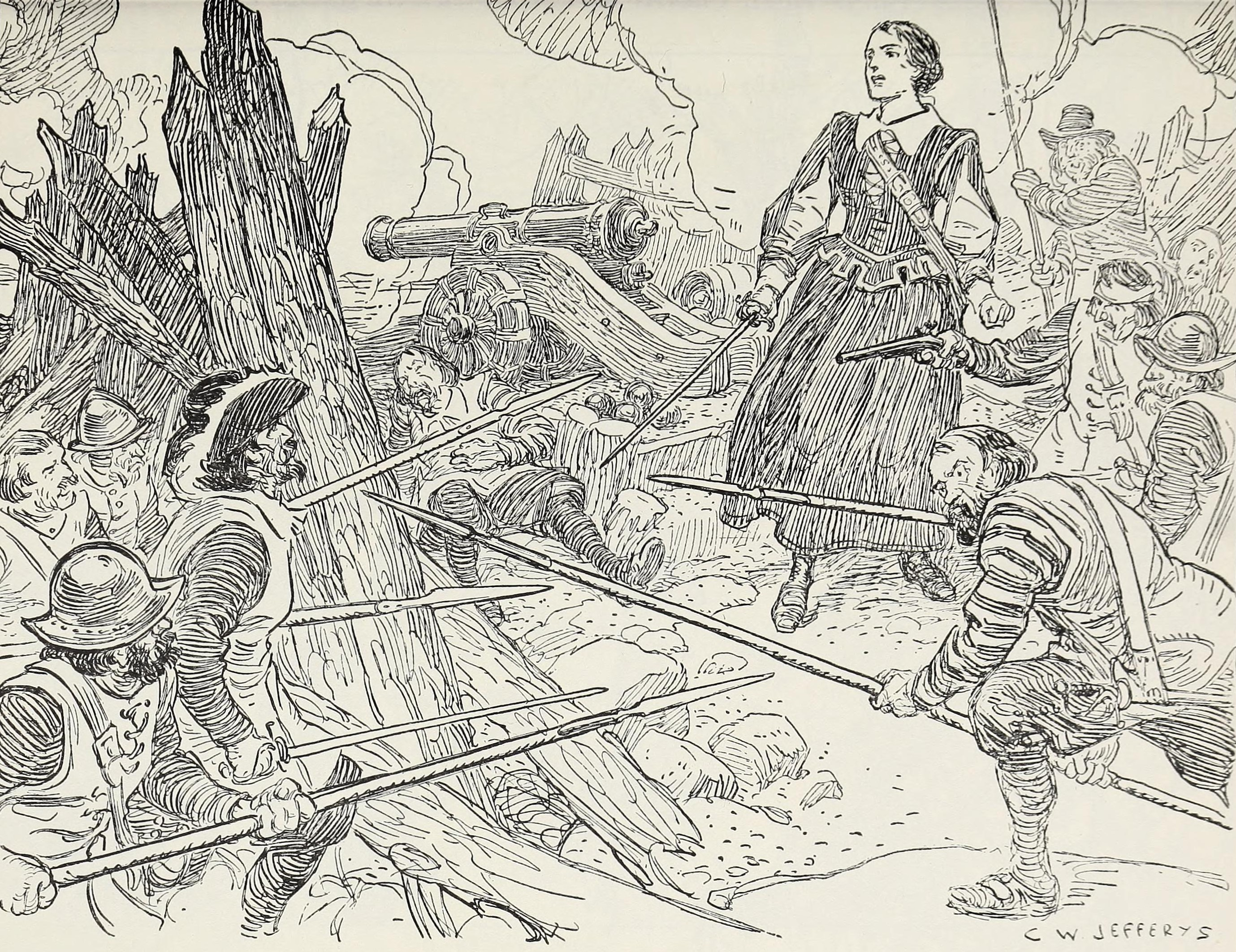
Françoise-Marie Jacquelin, Madame de la Tour, défendant le fort La Tour, à Saint-Jean (Nouveau-Brunswick) contre Charles de Menou d'Aulnay, dessin.
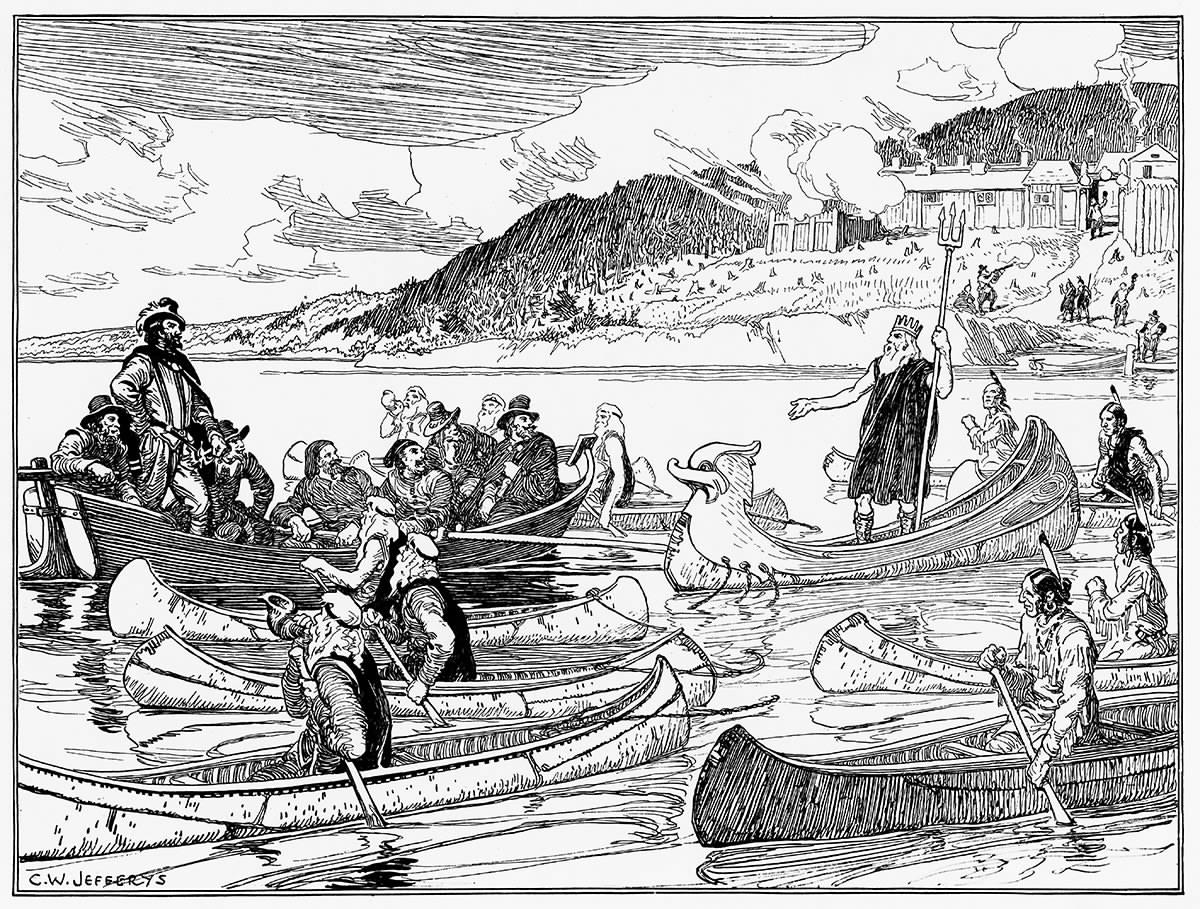
Présentation du Théâtre de Neptune dans le bassin d'Annapolis face à l'habitation de Port-Royal en 1606, dessin. Bibliothèque et Archives Canada, 2899024.
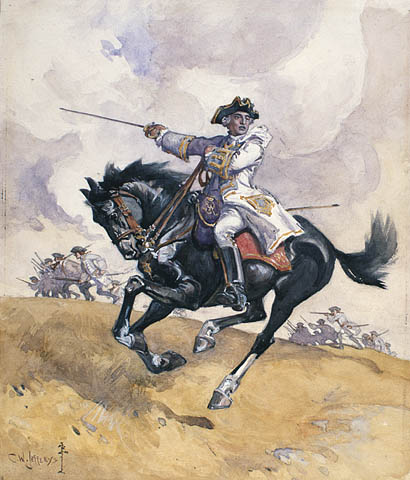
Montcalm à la tête de ses troupes sur les plaines d’Abraham, aquarelle.
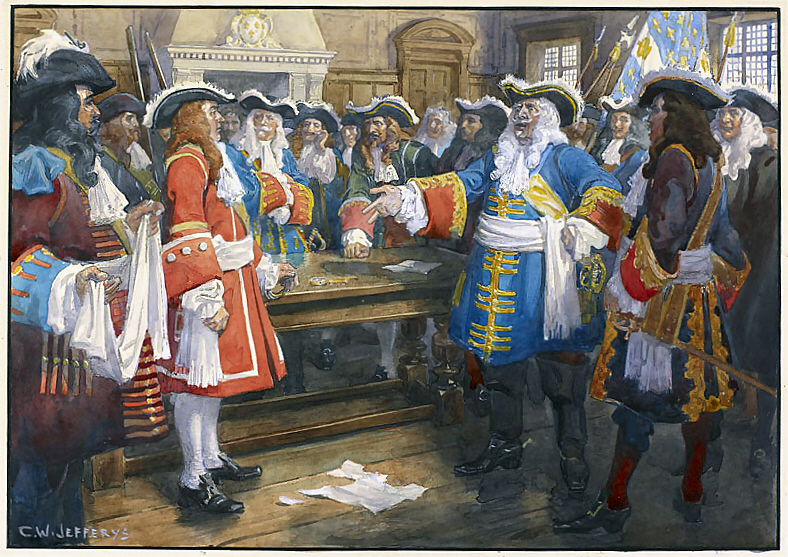
Le gouverneur Frontenac répondant à l’ultimatum de William Phips, gouverneur du Massachusetts, à la bataille de Québec de 1690, par sa célèbre phrase : « La seule réponse que je ferai à votre général viendra de la bouche de mes canons et du feu de mes mousquets », tableau.
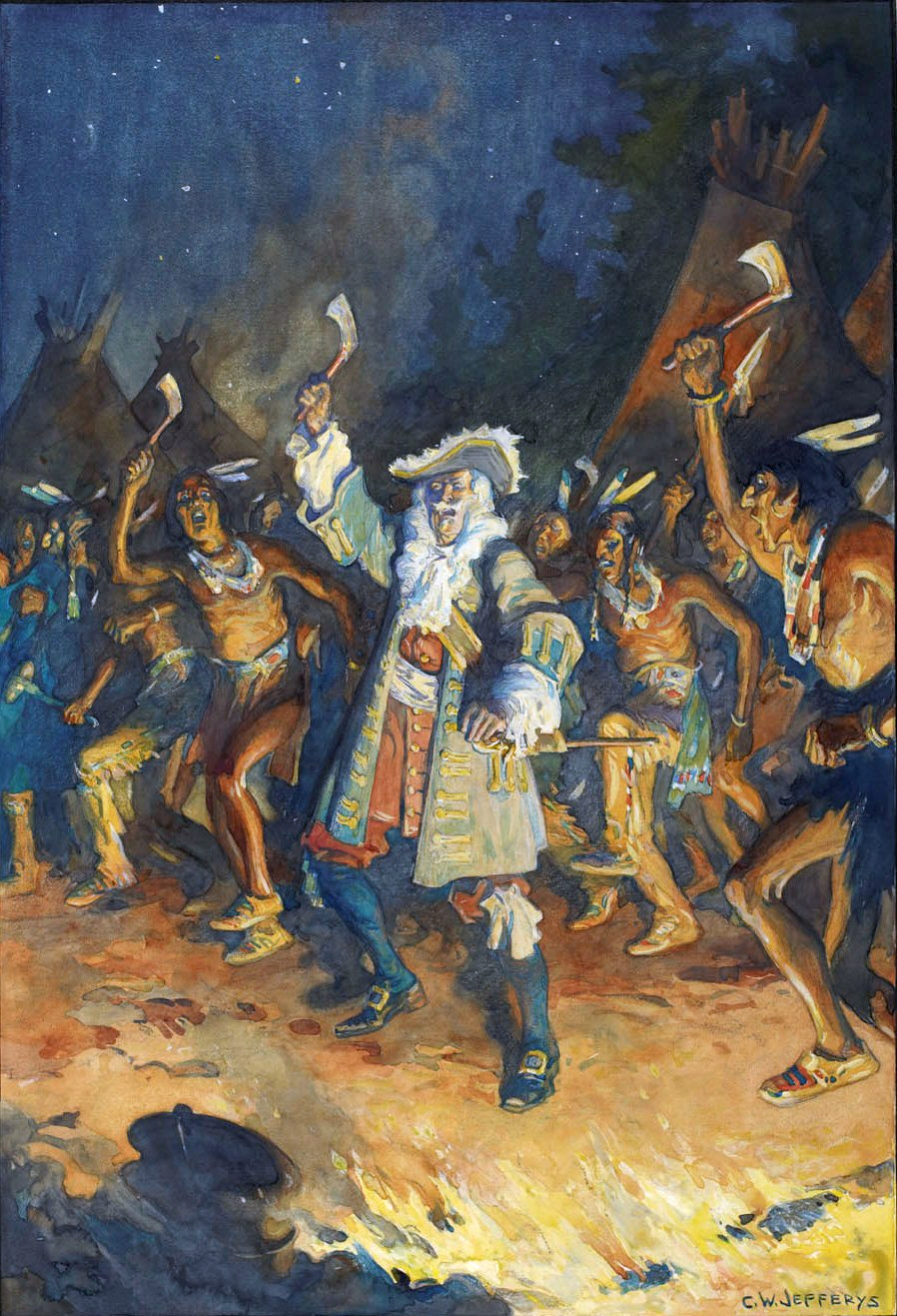
Frontenac avec les Amérindiens, aquarelle.
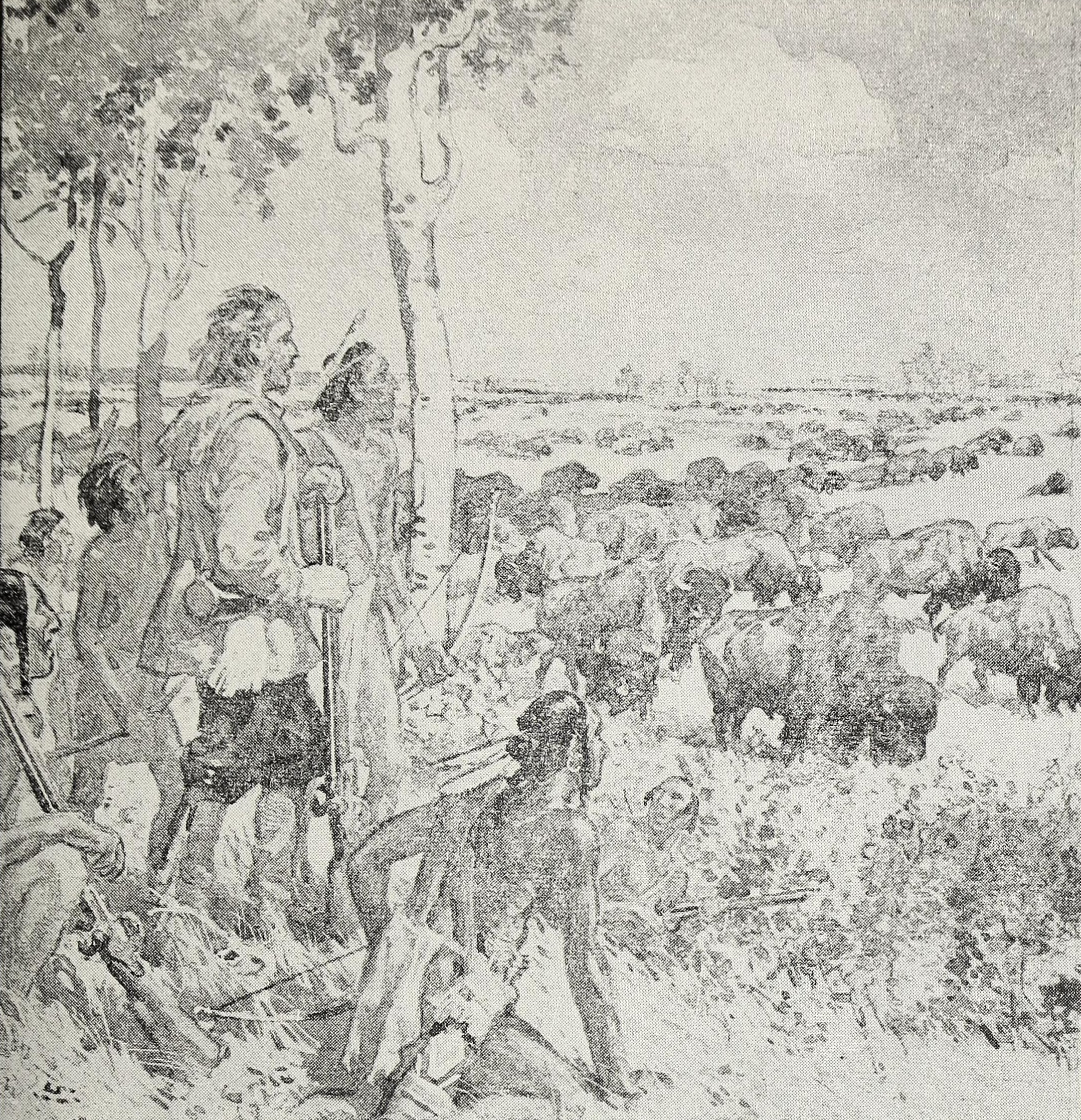
Henry Kelsey en compagnie d'Amérindiens observant des bisons dans les plaines, dessin.